# Randfontein Estates Gold Mining Company
Randfontein Estates Gold Mining Company est l'une des plus anciennes mines d'or du monde, située en Afrique du Sud.

## Histoire
La société Randfontein Estates Gold Mining Company a été fondée en 1889 par Sir Joseph Robinson et Hermann Eckstein, dans un lieu rural où va ensuite grandir la ville industrielle de Randfontein. Son capital social est alors de 2 millions de sterling.
La mine est située sur la ferme de Randfontein, au point où les routes venant de Kimberley, Potchefstroom, Bechuanaland et Johannesburg convergent, à plus d'un kilomètre du Lac Robinson, ce qui est trop loin pour s'en servir réellement. C'est le plus gros producteur de minerai d'or, mais avec une teneur moins élevée qu'ailleurs en or. Ses débuts sont difficiles. Avec une valeur boursière de 2,5 millions de sterling en 1898, ce n'est que la 88e capitalisation britannique et la cinquième plus importante des mines d'or. Les trois principales mines d'or sud-africaine exploitées en grande profondeur, Robinson, East Rand et Simmer and Jack Proprietary sont alors parmi les 60 première valeurs à la plus grande bourse du monde de l'époque.
Quinze ans plus tard, en 1913, c'est devenu la 49e capitalisation britannique, avec 5,5 millions de sterling, soit quasiment un doublement en quinze ans.